# Pratapa devana
Pratapa devana är en fjärilsart som beskrevs av Druce 1895. Pratapa devana ingår i släktet Pratapa och familjen juvelvingar. Inga underarter finns listade i Catalogue of Life.